# Rednitz
Die Rednitz ist der 46 km lange, linke und südliche Quellfluss der Regnitz in Franken. Etwas wasserreicher als der andere Quellfluss Pegnitz und auch reicher an Zuflüssen, wird sie hydrografisch als Oberlauf der Regnitz betrachtet, obwohl der längste Fließweg in ihrem System ca. 3 km kürzer ist als der im System der Pegnitz.

## Name
In schriftlichen Quellen erschien der Fluss erstmals im 8. Jahrhundert mit der lateinischen Bezeichnung Radantia. Im 11. Jahrhundert wurde der Name des Flusses als Ratenza bezeichnet. Die Deutung des Namens ist unsicher. Möglich ist eine Verwandtschaft mit den indogermanischen Verben *red-e- „graben“ oder *radh- „strahlen, glänzen“.

## Geografie

### Verlauf
Der Fluss entsteht in Georgensgmünd im Landkreis Roth auf 342 m ü. NHN durch die Vereinigung von Fränkischer und Schwäbischer Rezat.
Von dort fließt die Rednitz nordwärts über Roth, Büchenbach, Rednitzhembach, Penzendorf und Schwabach. Bezeichnend für die alte Kulturlandschaft sind die zahlreichen alten Mühlen, besonders im oberen Abschnitt bis Roth, oft heute nur noch Wohnplätze oder kleine Industriebetriebe.
Für Nürnberg bildet die Rednitz, abgesehen vom statistischen Distrikt 551, mit den Stadtteilen Mühlhof und Lohhof etwa die Westgrenze des Stadtgebietes und berührt dabei die westlichen Nachbargemeinden Stein, Oberasbach und Zirndorf.
In Fürth fließt sie westlich an der Altstadt vorbei und vereinigt sich kurz danach auf einer Höhe von etwa 283 m ü. NHN mit der Pegnitz, die östlich am Fürther Stadtzentrum vorbei aus Richtung der Nürnberger Altstadt kommt, zur Regnitz.
Der 46,4 km lange Lauf der Rednitz endet etwa 59 Höhenmeter unterhalb ihres Zusammenflusses der beiden Rezats, er hat ein mittleres Sohlgefälle von etwa 1,3 ‰.

### Einzugsgebiet
Das 2.118 km² große Einzugsgebiet der Rednitz liegt im Mittelfränkischen Becken, sie entwässert es über die Regnitz, den Main und dann den Rhein zur Nordsee.
Das Einzugsgebiet grenzt
- im Nordosten an das der Pegnitz,

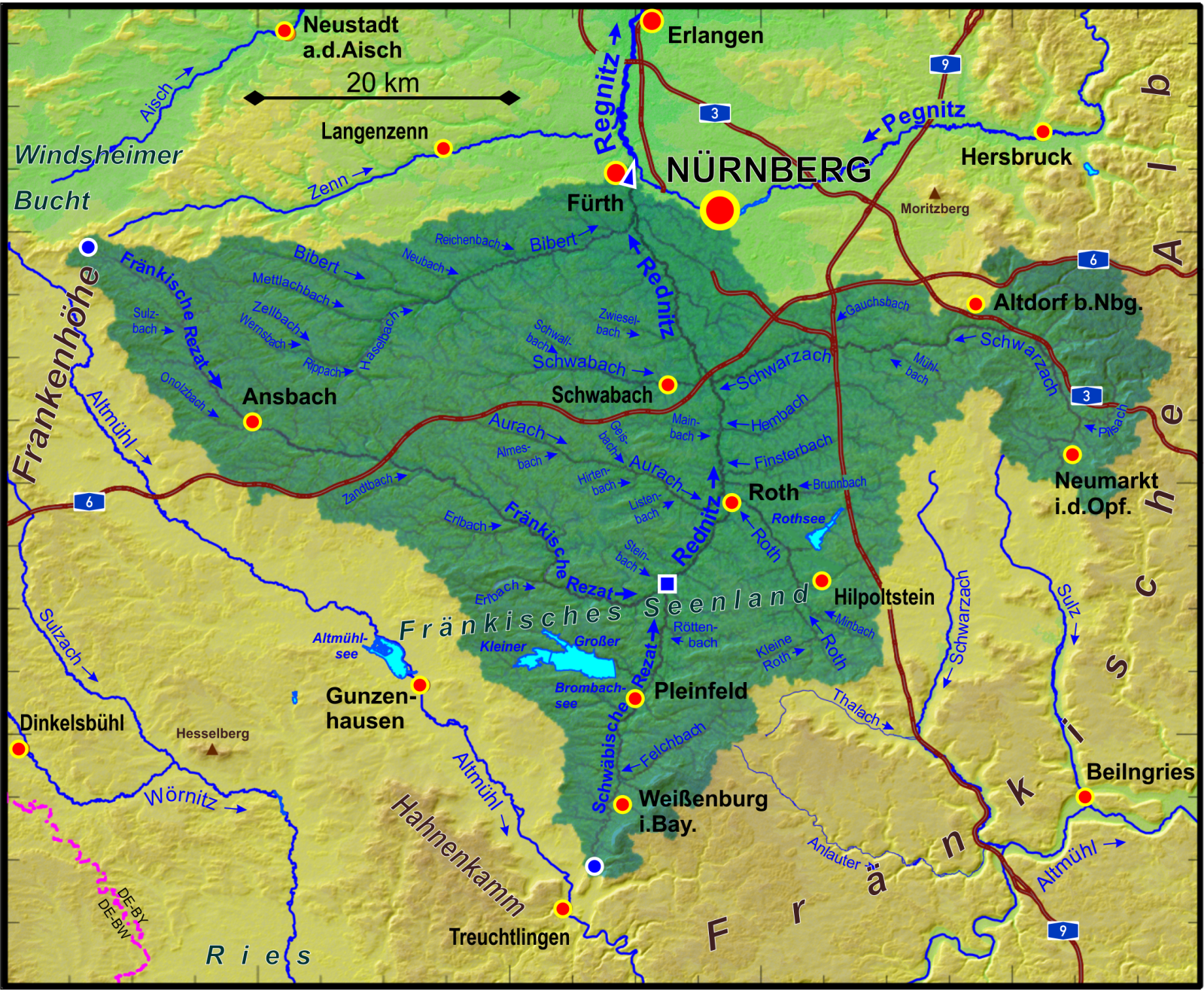
Einzugsgebiet der Rednitz

- im Osten an das des Vils-Zuflusses Lauterach,
- im Südosten an das des Donauzuflusses Schwarze Laber und an die der Altmühlzuflüsse Schwarzach, Sulz und Weiße Laber,
- im Süden und Westen an das des Donauzuflusses Altmühl,
- im Nordwesten an das der Aisch, einem Zufluss der Regnitz,
- und im Norden an das der Zenn, ebenfalls einem Zufluss der Regnitz.

### Quell- und Zuflüsse
Vom Ursprung bis zur Mündung.
| Name                    | GKZ        | Lage       | Länge in km | Mündungshöhe in m ü. NHN | Mündung                                                                    | Bemerkungen                              |
| ----------------------- | ---------- | ---------- | ----------- | ------------------------ | -------------------------------------------------------------------------- | ---------------------------------------- |
| Fränkische Rezat        | 242-11     | linker OL  | 77,3        | 342,0                    | bei Georgensgmünd                                                          | hydrologisch Oberlauf der Rednitz        |
| Schwäbische Rezat       | 242-12     | rechter OL | 33,3        | 342,0                    | bei Georgensgmünd                                                          | Quelle nahe Talwasserscheide zur Altmühl |
| Wernsbach               | 242-132+?? | rechts     | 04,0        | 340,3                    | bei Georgensgmünd in einen Teilungslauf                                    |                                          |
| Rummbach                | 242-134+?? | links      | 04,1        | 340,0                    | bei Georgensgmünd-Oberheckenhofen in einen Teilungslauf                    |                                          |
| Mühlbach                | 242-134+?? | links      | 01,8        | 339,0                    | bei Georgensgmünd-Oberheckenhofen in denselben Teilungslauf wie der vorige |                                          |
| Steinbach               | 242-136    | rechts     | 02,5        | 337,0                    | bei Roth-Untersteinbach                                                    |                                          |
| Rittersbach             | 242-137+?? | links      | 01,4        | 335,0                    | bei Georgensgmünd-Rittersbach                                              |                                          |
| Babenbach               | 242-139+?? | rechts     | 02,5        | 331,0                    | in Roth                                                                    |                                          |
| Roth                    | 242-14     | rechts     | 23,6        | 328,0                    | in Roth                                                                    |                                          |
| Aurach                  | 242-1520   | links      | 31,8        | 324,5                    | in Roth                                                                    |                                          |
| Jordan                  | 242-153+?? | links      | 02,2        | 324,4                    | in Büchenbach                                                              |                                          |
| Stiergraben             | 242-153+?? | links      | 01,6        | 324,3                    | in Büchenbach                                                              |                                          |
| Brunnbach               | 242-153+?? | rechts     | 09,4        | 323,0                    | bei Roth-Pfaffenhofen                                                      |                                          |
| Finsterbach             | 242-154    | rechts     | 17,6        | 323,0                    | an der Stadtgrenze von Roth zu Rednitzhembach                              |                                          |
| Mainbach                | 242-155+?? | links      | 07,2        | 319,0                    | bei Rednitzhembach-Untermainbach in der Au                                 |                                          |
| Hembach                 | 242-156    | rechts     | 021,7       | 317,0                    | bei Rednitzhembach-Rother Straße                                           |                                          |
| Entenbach               | 242-159+?? | rechts     | 03,2        | 315,0                    | bei Rednitzhembach                                                         |                                          |
| Schwarzach              | 242-16     | rechts     | 56,2        | 312,4                    | Schwarzach bei Schwabach                                                   |                                          |
| Schwabach               | 242-172    | links      | 23,0        | 308,8                    | bei Schwabach                                                              |                                          |
| Zwieselbach             | 242-179+?? | links      | 09,3        | 305,0                    | bei Schwabach-Wolkersdorf                                                  |                                          |
| Krottenbach             | 242-179+?? | links      | 01,5        | 303,0                    | bei Nürnberg-Krottenbach                                                   |                                          |
| Entengraben             | 242-179+?? | rechts     |             | 298,0                    | bei Nürnberg-Eibach                                                        | mit großem Zufluss Eichenwaldgraben      |
| Herbstgraben            | 242-179+?? | links      | 03,7        | 295,0                    | bei Nürnberg-Eibach                                                        |                                          |
| Eibach                  | 242-179+?? | rechts     | ≥ 1,9       | 295,0                    | bei Nürnberg-Eibach                                                        | größtenteils verdolt                     |
| Röthenbacher Landgraben | 242-179+?? | rechts     | 02,7        | 295,0                    | bei Stein                                                                  | wird vom Main-Donau-Kanal gespeist       |
| Grundbach               | 242-179+?? | links      | 07,9        | 293,0                    | bei Stein                                                                  |                                          |
| Kreuzbach oder Asbach   | 242-179+?? | links      | 06,1        | 291,0                    | bei Oberasbach                                                             |                                          |
| Bibert                  | 242-18     | links      | 42,3        | 289,5                    | bei Zirndorf/Oberasbach                                                    | (gegenüber Fürth-Weikershof)             |
| Scherbsgraben           | 242-192    | links      | ca. 2,8     | 283,0                    | nach der Altstadt von Fürth                                                |                                          |
| Rednitz                 | 242        |            | 000125,3    | 283,0                    | Zusammenfluss in Fürth mit der Pegnitz zur Regnitz                         | Länge mit Fränkischer Rezat              |

Anmerkungen zur Tabelle
1. ↑  Gewässerkennzahl, in Deutschland die amtliche Fließgewässerkennziffer mit zur besseren Lesbarkeit eingefügtem Trenner hinter dem Präfix, das einheitlich für den allen gemeinsamen Vorfluter Rednitz steht.
2. ↑  Die Daten der Rednitz zum Vergleich

## Natur und Umwelt

### Wasserqualität
Die Wasserqualität hat sich in den letzten Jahrzehnten gebessert. Lag die Gewässergüteklasse 1976 noch zwischen II-III (kritisch belastet) und III (stark verschmutzt), stufte die 'Arbeitsgemeinschaft Gewässerschutz Obere Regnitz 2001 die Belastung nördlich von Roth in die Klasse II (mäßig belastet) und südlich davon als kritisch belastet ein.

### Rednitztal

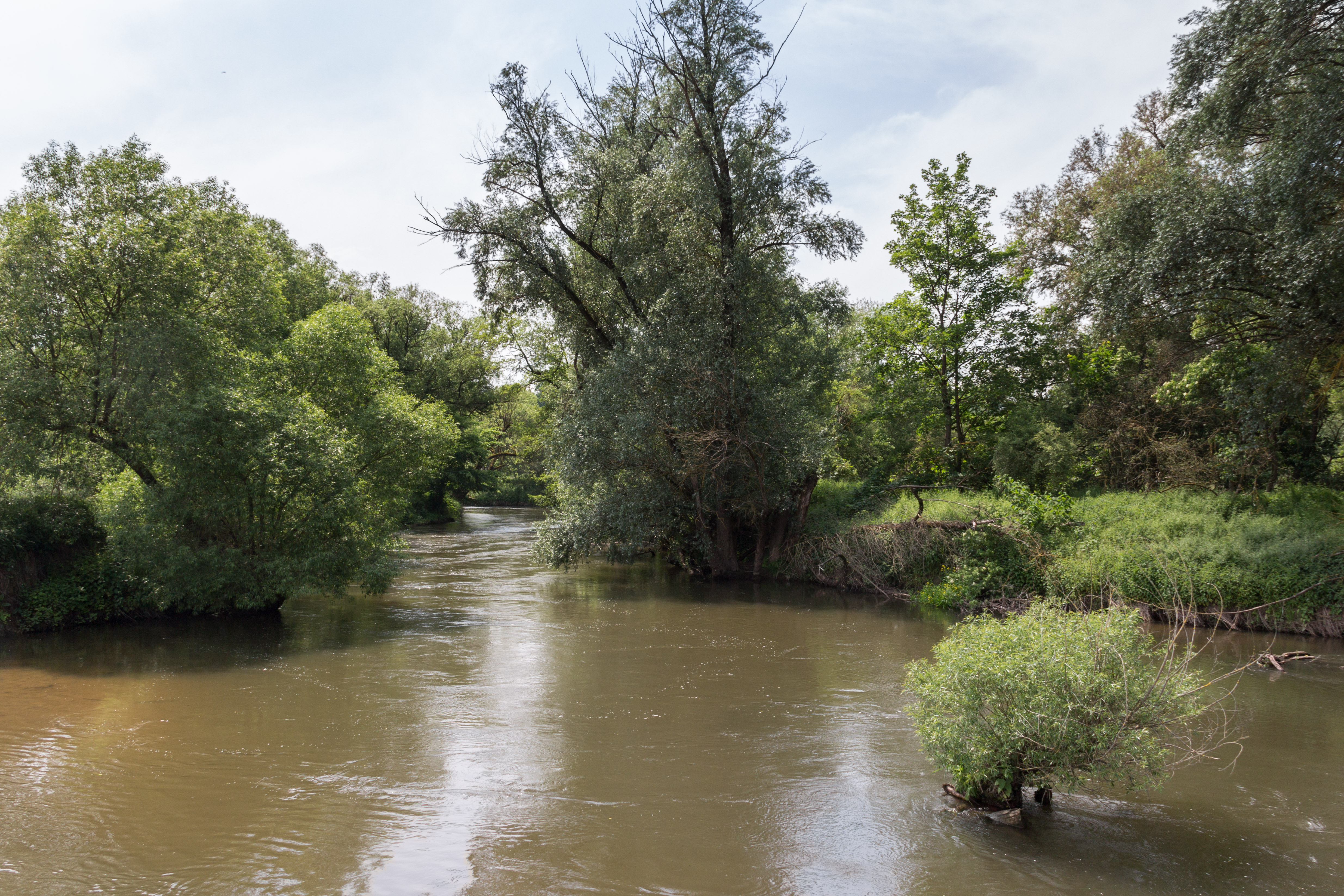
Rednitztal zwischen Katzwang und Wolkersdorf

Das Rednitztal ist einer der wenigen seit dem Mittelalter unveränderten Talräume Frankens und besteht weitgehend aus sogenannten Flussauen, geprägt von uferbegleitenden Gehölzen, zum Teil von Auwäldern. Die Talräume werden seit Jahrhunderten von den Landwirten in Wässergenossenschaften über ein enges Kanal- und Grabensystem gepflegt. Durch diese künstliche Bewässerung sind drei Grasschnitte pro Jahr möglich.
Seltene Vögel, Fische, Reptilien und Insekten sind dort beheimatet. Das Bayerische Umweltministerium hat im Herbst 2004 das Rednitztal von der A 6 im Süden bis nach Stein der Europäischen Union als besonders schützenswertes Natura-2000-FFH-Gebiet ausgewiesen.

## Schleusen

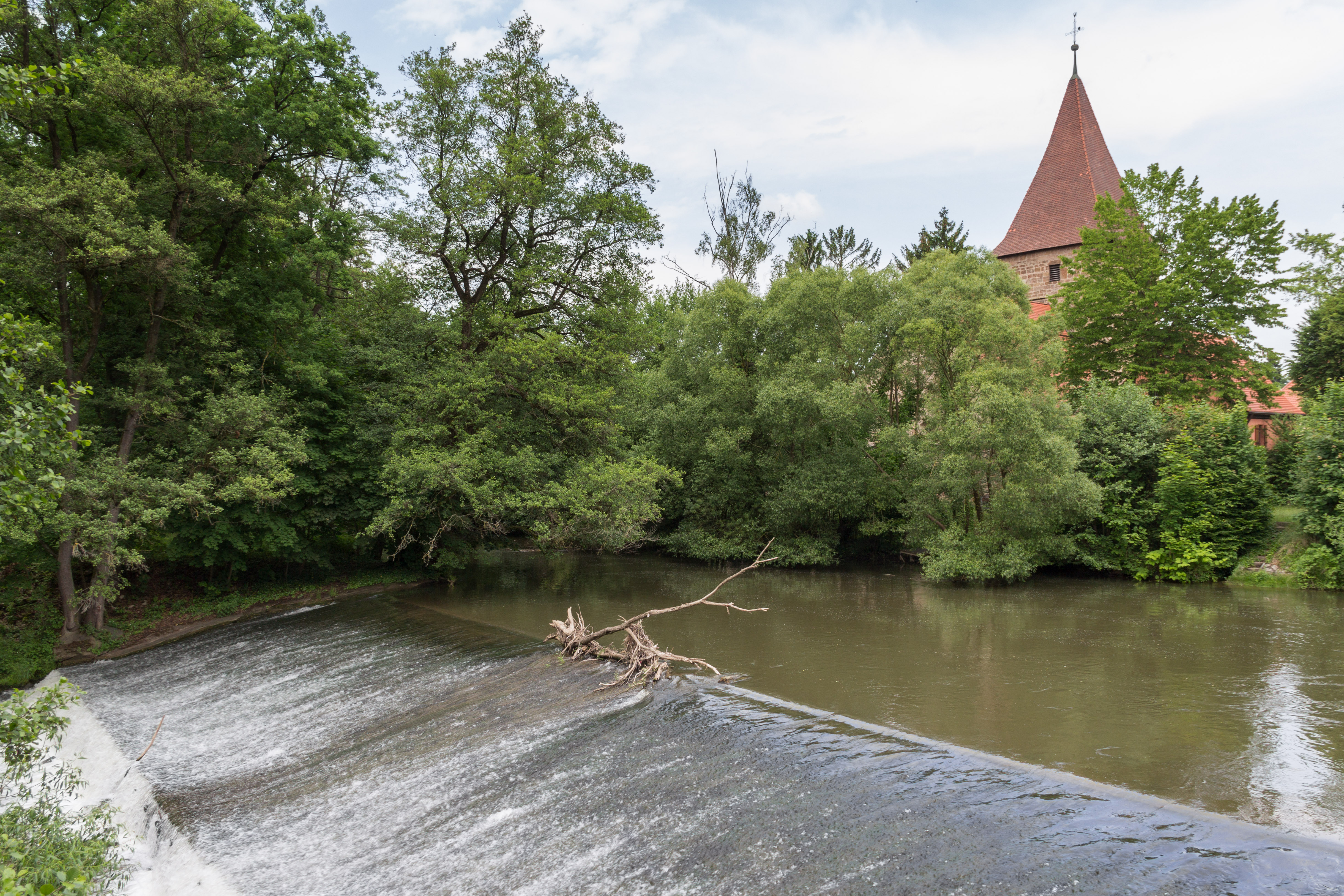
Wehr bei Katzwang

- Wehr und Schleuse an der Fabrik Faber-Castell bei Stein
- Wehr und Schleuse am Großkraftwerk im westlichen Randbereich von Nürnberg
- Wehr unterhalb der Stadthalle im Stadtzentrum Fürth (Foerstermühle)
- Wehr bei Katzwang

## Wirtschaftliche Bedeutung
Nördlich von Schwabach waren seit dem Mittelalter und bis Ende des 19. Jahrhunderts zahlreiche hölzerne Wasserschöpfräder im Betrieb, die zur Bewässerung der angrenzenden Felder dienten (siehe auch Regnitz).
Das Wasser der Rednitz speist die Kühltürme des Nürnberger Großkraftwerks Franken I.

## Freizeit und Erholung
An einem Abschnitt von der Rothenburger Straße in Richtung Fürth-Weikershof wurde ein Rad- und Wanderweg angelegt. 
An der Kreuzung des Flusses mit der bedeutenden regionalen Straßenverbindung, der Fernabrücke zwischen Oberasbach und Fürth, ließ im Jahr 2004 das Wasserwirtschaftsamt eine kleine Staustufe, ein Pegelhaus und eine Messstelle für Gewässergüte anlegen. Diese Stufe hat den Nebeneffekt, dass die Kanuslalomstrecke des Kanuvereins SG 1883 Viktoria Nürnberg-Fürth unter der (im Bild gezeigten) Eisenbahnbrücke attraktiver geworden ist; sie gilt nun als eine der anspruchsvollsten Strecken für den bayerischen Paddlernachwuchs. Beim Fürther Kanuslalom werden dort Süddeutsche Meisterschaften aller Klassen ausgetragen.

## Bilder
Rednitz bei Fürth-Weikershof, darüber die eingleisige Eisenbahnbrücke der Bibertbahn; hinter der Brücke sind Tore einer Wildwasserstrecke für Kanu/Kajak zu sehen:

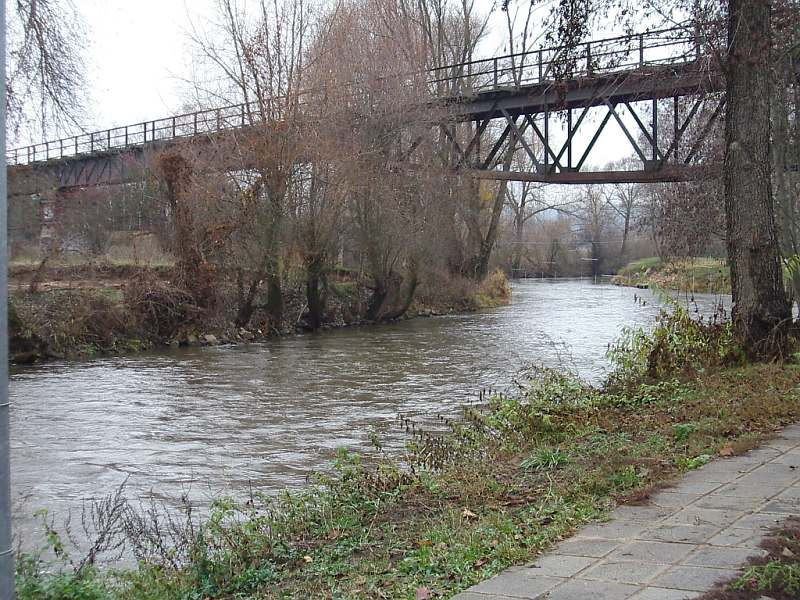